# 天主教卡塞塔教區
天主教卡塞塔教區（拉丁語：Dioecesis Casertana）是天主教會在義大利的一個教區。屬那不勒斯總教區。
本教區主教首見於1113年的文獻中，包括貝內文托省、卡塞塔省各一部。2006年有教友190,000人，佔轄區總人口95.0%。教區下轄六十六個堂區，有112名司鐸。目前教區主教席位處於出缺狀態。